# Roystonea lenis
Roystonea lenis, palma conga,  palma de seda de los cubanos es una palmera, familia Arecaceae. Su hábitat natural es el oriente de Cuba en campo abierto, con 350-450 m s. n. m. Es originaria de la Provincia de Guantánamo en Cuba.

## Descripción
El tronco es de color blanco-grisáceo, frecuentemente abombado y de 20 m de alto por 35-47 m de diámetro. Las hojas son  unas 15. La bráctea de la inflorescencia alcanza 1,8 m de largo, y es más corta que la vaina foliar. Las flores masculinas son de color blanco. El fruto es elíptico, de 1,1-1,4 cm de largo y 0,8-1,1 cm de diámetro, y de color negro-purpúreo.

## Taxonomía
Roystonea lenis fue descrita por Hermano León y publicado en Memorias de la Sociedad Cubana de Historia Natural "Felipe Poey" 17: 8. 1943.
Etimología
Ver: Roystonea
Sinonimia
- R. regia var. pinguis L.H.Bailey